# Старшинські та підстаршинські школи УПА
Старшинська (офіцерська) школа УПА — це військовий навчальний заклад і центр бойової підготовки Української повстанської армії, в якій забезпечувався освітній процес підготовки курсантів для служби на посадах старшинського (офіцерського) складу. В системі УПА було створено п'ять старшинських шкіл, які випустили близько 700—900 офіцерів.

Підстаршинська (сержантська) школа УПА — це військовий навчальний заклад і центр бойової підготовки Української повстанської армії, в якій забезпечувався освітній процес підготовки курсантів для служби на посадах підстаршинського (сержантського) складу із подальшим присвоєнням підстаршинських звань вістуна/сержант, старшого вістуна/старший.сержа, підхорунжого/прапорщик старшого булавного/старший прапорщик, з метою забезпечення УПА відповідними командирськими кадрами. Всього встановлено діяльність до 22 підстаршинських шкіл УПА (включно із курсами в старшинських школах УПА), в яких із 1943 по 1946 рр. пройшло підготовку приблизно 3000 курсантів.

## Соціальний та освітній склад курсантів
Більшість слухачів військових шкіл були у віці 18-23 років. За своїм соціальним походженням курсанти поділялися наступним чином — мешканці міст (які здебільшого мали вищу, середню або незавершену середню освіту) складали 10-15 % слухацького контингенту, 15-20 % належали до т. зв. «сільської інтелігенції» (вчителі, агрономи, просвітяни тощо), 65-75 % курсантів становили вчорашні селяни.
Частина слухачів командирських шкіл УПА перед тим, як долучитися до повстанців, проходила службу в різних регулярних арміях. Так, серед курсантів школи «Олені» у жовтні 1944 року було 5 % осіб, які служили в польській армії, 7 % — у німецькій, 4 % — у легіонах Дружин українських націоналістів, 6 % — у Червоній, румунській та угорській арміях. Безпосередньо з лав УПА до старшинської школи потрапило 6,5 % курсантів, а понад 70 % на старшинський вишкіл спрямовувалися підпіллям ОУН як новобранці.

## Програма навчання
Вишкільні програми старшинських і підстаршинських шкіл складалися з двох основних частин — програми рядового вишколу (у ході якого вчорашніх рекрутів перетворювали на вояків) та, власне, старшинського чи підстаршинського вишколу. Для рядових вишколів здебільшого пропонувалося 359 год., для підстаршинського — від 289 до 400 год., а для старшинського — 400—900 год.
Програма підготовки старшини (офіцера) УПА відрізнялася від аналогічних програм у тогочасних арміях меншою кількістю годин відведених для муштри, наявністю окремих курсів з конспірації та шифрованого зв'язку. Аналіз текстів лекційних курсів вказує також на те, що в процесі підготовки командного складу в УПА посилена увага зверталася на специфіку боїв у лісі, проведення нічних маршів, на методах відриву від переслідування, виходу з оточення, маневрування, організації кругової оборони, засідок, диверсій тощо. Особливу увагу методам ведення партизанської війни викладачі старшинських шкіл УПА почали приділяти з другої половини 1944 року, коли наказом Головного військового штабу УПА до навчальних програм був включений курс «Загальна основа партизанки».
Поряд із загальним вишколом у командирських школах УПА проводився спеціальний вишкіл для офіцерів інженерних спеціальностей, передусім, для зв'язківців, саперів і понтонників. Важливе місце у командирських школах УПА (12 % навчального часу) посідав ідеологічно-політичний вишкіл. Курс лекцій з ідеологічної і політичної підготовки включав широку гуманітарну підготовку, основи ідеології українського націоналізму, напрямки філософії ідеалізму, історію українських визвольних рухів, програмні документи ОУН, огляд політичного й економічного життя в СРСР, історію більшовицької партії тощо.

## Організаційні та побутові питання
У школах УПА панувала жорстка дисципліна, якої вимагали суворі умови партизанського буття. Оскільки велике число новобранців вважало, що в повстанському середовищі має бути «демократична» атмосфера, їх привчали до життя, регламентованого армійськими статутами, з метою ліквідації проявів недостатньої субординації та самоуправства.
Вагому проблему для командирських шкіл УПА становило забезпечення персоналу та слухачів продуктами харчування. Тоді як бойові відділи УПА здебільшого рейдували на певному терені й харчувалися за рахунок селян, із підпільних складів, що були розкидані в районі дії кожної окремої сотні й забезпечувалися місцевими господарськими референтами запілля, а також здобували провіант і промислову продукцію під час нападів на склади та бази противника, вишкільні відділи, котрі розташовувались у стаціонарних таборах якнайдалі від великих сіл та містечок і не проводили масштабних бойових акцій, перебували виключно на забезпеченні тилових служб УПА та підпілля ОУН.
Головне командування УПА в ході організації старшинських і підстаршинських шкіл, доволі непогано справлялося із організацією навчального процесу, забезпеченням курсантів харчовими продуктами і озброєнням, натомість «проблемними місцями» залишалися належна кількість боєприпасів, промислові товари, ліки і засоби гігієни, яких катастрофічно не вистачало й виготовити кустарним способом які було неможливо.

## Розпорядок дня курсантів
Гостра потреба у старшина і Підстаршина вимагала якнайшвидшої підготовки курсантів. До того ж бойові умови, в яких готувався командний склад Повстанської армії, диктували надзвичайно щільний і, навіть, фізично виснажливий графік навчання. Щодня протягом 16-ти годин (з 5-ї до 21-ї години) майбутні старшини та підстаршини УПА виконували фізичні вправи, практичні завдання, займалися господарчою роботою. Документи старшинської школи «Олені» за 1944 рік дають змогу реконструювати звичайний день курсанта вишкільного відділу УПА.
О 5-й год. влітку й о 6-й узимку всіх мешканців табору піднімала сурма. Протягом п'яти хвилин вони мусили вишикуватися на муштровому майдані посеред табору. Сурма лунала тричі з інтервалом трохи більше як півтори хвилини. Перший відрізок часу призначався для збору, між «другою» та «третьою» сурмою ройовий вишиковував свій відділ у колону, після «третьої» — виводив на плац.
Гімнастика (руханка) складалася з прискореного маршу, бігу, заспокійливих вправ, простих та комбінованих вправ для всіх груп м'язів, спортивних ігор, кінцевого бігу, маршу зі співом. Після зарядки курсанти мали 10-15 хвилин для того, щоб помитися, поголитися й застелити ліжка.
Ранкова й вечірня молитви відбувалися в такий спосіб: курсанти шикувалися в три ряди, отримавши команду «До молитви», всі знімали шапки й ставали «струнко», потім, після команди «спочинь», відставляли вбік ліву ногу й трохи згинали в коліні праву. Один з повстанців (чия була черга) голосно промовляв слова Господньої молитви «Отче наш» і Богородичної молитви «Богородице Діво, радуйся», після чого виголошувалася особлива «повстанська» молитва до України.
Отримавши наказ «По молитві», курсанти одягали шапки й вирушали на сніданок. Перед сніданком черговий підстаршина перевіряв чистоту рук і мисок. Після сніданку службовий підстаршина звітував перед командиром школи або його ад'ютантом про загальну кількість курсантів, хворих, осіб, які відбули до бойових відділів, відправлені в наряди, на варту, кухню, технічну роботу (ремонт зброї, одягу тощо). Здійснювався загальний огляд зброї та одягу, після чого розпочиналися польові заняття. Завершивши їх, курсанти чистили зброю, одяг, обідали, отримували нові наряди. Після закінчення пообідніх занять о 18-й годині оголошувалися наряди на наступний день і починалася вечеря, потім між 19.30 та 21.00 був вільний час, який здебільшого витрачався на господарські роботи. 0 21-й годині, після вечірньої молитви, знову лунали три сурми (нічна зоря). Протягом п'яти хвилин курсанти з плацу переходили до землянок чи казарм і лягали відпочивати.

## Перелік старшинських шкіл УПА

### Старшинські курси ОУН
1.Літо 1940 — с. Тудорковичі, нині Сокальський район, Львівська область.

### 1.Старшинська школа «Дружинники» (серпень-грудень 1943)
Перша старшинська школа УПА «Дружинники» була організована на Поліссі на базі вишкільної сотні поручника «Гориня» (Лев Крисько), який і став її керівником. Викладачами стали колишні офіцери армії УНР, Червоної армії та учасники українських легіонів «Нахтігаль» та «Роланд». Школа базувалась переважно у лісовому масиві на хуторах Степаньського району, одночасно виконуючи обов'язки по обороні внутрішнього кільця оборони крайового військового штабу (КВШ) УПА на Волині. Школа провела один випуск — 60 курсантів (по 20 від кожної Групи УПА), які проходили підготовку протягом серпня-листопада 1943 року. На початку грудня завершився чотирьохмісячний курс Старшинської школи і було проведено іспити, а 6 грудня відбувся випуск курсантів після чого школа була демобілізована та припинила своє існування.

### 2.Старшинська школа «Лісові чорти» (вересень 1943— січень 1944)
У вересні 1943-го було організовано другу старшинську школу УПА «Лісові чорти», керівником якої був Василь Брилевський-«Боровий», а також Федір Польовий-«Поль», і яка функціонувала на Волині до січня 1944-го. Школа знаходилась поблизу села Мочалки, нині Турійського району Волинської області. На навчання до цієї школи, згідно з наказом головного командира УПА Дмитра Клячківського-«Клима Савура» від 4 вересня 1943 року, спрямовувалося по 30 людей від кожної округи (одягнених і добре озброєних) для проведення старшинського вишколу і по 15 людей від кожної округи (знайомих із піротехнічною справою) для підривного й саперного вишколу. Загальний склад школи становив із викладачами близько 300 чоловік. Після проведення скороченого вишколу, школа у січні 1944 р. провела дострокові іспити і здійснила один випуск 150 курсантів, після чого була розформована та припинила своє існування.
Щодо причини розформування школи є дещо інша інформація — школа була розгромлена підрозділами 1-ї УПД ім. Сидора Ковпака (полковник П. П. Вершигора) у взаємодії з підрозділами 27-ї Волинської дивізії піхоти Армії Крайової.
За Вершигорою обставини цього бою виглядають наступним чином: Розвідка за допомогою колишніх бійців УПА отримала завдання визначити підходи до «Лісових чортів». Партизанам вдалось встановити зв'язок з колишнім старшим лейтенантом РСЧА Семенюком, який викладав у школі вогневу підготовку, від нього довідалися пароль, відгук. О 16.00 26 січня партизани покинули Мосир (село в Любомльському районі — в січні 1944 місце дислокації 1-ї УПД) і направились на схід. Неподалік від Туропина (Турійський район) вийшли до залізничного переїзду. Після короткотривалого бою було знищено два німецькі ДОТи, які прикривали переїзд, знищено до взводу охорони. Після переходу залізниці, вранці 27 січня партизани приступили до виконання плану з оточення і ліквідації школи УПА «Лісові чорти». 2-й батальйон під командуванням Петра Леонтійовича Кульбаки обходив повстанський табір праворуч, у напрямку на Осу і Буду, 3-й під командуванням Петра Брайка лівіше переправився через Турію, а 1-й батальйон Давида Бакрадзе разом з кавалерійським ескадроном під командуванням Олександра Лєнкіна повинні були атакувати табір з фронту. Завдяки отриманому паролю партизани знешкодили передову заставу повстанців і розпочали кавалерійську атаку. Курсанти школи намагались чинити опір, але сили були не рівні.

### 3.Старшинська школа «Олені» (березень-листопад 1944)
Інструкторський склад школи «Лісові чорти» в лютому 1944 року було переведено до Карпат у район м. Долина, де 1 березня 1944-го було створено третю офіцерську школу УПА — «Олені». Її першим керівником став Степан Фрасуляк-«Хмель», а після його призначення 15 травня начальником штабу ВО-4 «Говерла», — Федір Польовий-«Поль», який був керівником школи до своєї загибелі 15 жовтня, коли енкаведисти дізнались про місцезнаходження школи і здійснили на неї напад. З середини жовтня по листопад 1944 р. школу очолював поручник «Ярема» (Линда Остап).
Варто відзначити, що два чотові школи згодом командували округами групи УПА-Захід. Так, майор Микола Твердохліб у 1944—1949 роках очолював карпатську ВО-4 «Говерла», а майор Василь Левкович у 1944 — 1946-х був командиром львівської ВО-2 «Буг».
Старшинська школа «Олені» мала цілий комплекс по підготовці кадрів старшин та підстаршин. При ній від початку заснування діяла Підстаршинська школа та охоронна сотня. Сама школа дала два випуски старшин та підстаршин.

#### Перший випуск «Олені ч.1»
За деякими відомостями перший випуск був присвячений пам'яті героя бою під Крутами Піпського Григорія.
Тут проходило навчання 350 курсантів, з яких дві сотні (230 курсантів) на здобуття старшинського ступеня: сотня під командуванням хор. «Чмелика» (невідомий) та сотня під командою хорунжого «Коника» (Михайло Гальо).
Також при школі діяла підстаршинська школа — сотня (120 курсантів) під командою «Грома» (Микола Твердохліб) та охоронний відділ, який обороняв «Оленів» від ворожих атак — сотня «Гайдамаки» під командою ст. булавного «Ясміна» (Верещинський Володимир).
Підстаршинський випуск відбувся у середині червня 1944-го, а старшинський в липні того ж року.

#### Другий випуск «Олені ч.2»
Другий набір курсантів відбувся у червні/липні 1944 р. Тоді для покращення відбору кандидатів на навчання у старшинській школі «Олені» у червні 1944 року у Розтоці було створено «Школу кадрів ОУН ім. С. Бандери» під командою «Шума» (невідомий), через яку проходили всі претенденти на майбутнє навчання в «Оленях» і яка приблизно за місяць сформувала знов дві сотні для Старшинської школи — сотня під командою хор. «Коника» (Михайло Гальо), сотня під командою хор. «Щита» (невідомий); та сотню для Підстаршинської школи — сотня під командою хор. «Колчака» (Королюс Федір). Вишкіл було проведено з 18 липня по 31 жовтня 1944 р. У цей час школа носила назву «Олені ч.2». Відомо, що у вересні-жовтні 1944 року у ній навчалося 300 курсантів, які проходили підготовку за старшинською програмою. Після закінчення вишколу командний та інструкторський склад розділено між сотнями по групах, а школа у середині листопада 1944 р. припинила своє існування.
За деякими даними до травня 1945 року школа «Олені» функціонувала у форматі рейдуючої вишкільної групи і готувала офіцерські кадри в різних сотнях УПА в Карпатах.

### 4.Старшинська школа приВО «Тютюнник»(квітень-червень 1944)
Школу почали організовувати на Кореччині у другій половині квітня 1944, до кінця травня командири з'єднань підготовлювали курсантів. Організовувати у квітні, а у травні 1944 р. очолити школу доручили капітану (сотнику) «Польовому» (невідомий). З причин оперативно-військових акцій ВВ НКВД новоорганізована структура СШ припинила існування. Мабуть на її основі проведено 20-ти денний перевишкіл старшинського та підстаршинського складу військової округи ВО «Тютюнник» (травень-червень 1944).

### 5.Старшинська школа «Грегіт» (осінь 1944)
Восени 1944 року також функціонувала старшинська школа «Грегіт» на Гуцульщині, яка підготувала понад сотню старшин для групи УПА «Говерла».

## Підстаршинські школи УПА

### Підстаршинська школа ОУНР вПоморянахЛьвівської області
Підстаршинська школа ОУНР в Поморянах (нині Золочівський район, Львівська область) була створена влітку 1941 року. Її організатором і керівником був Івахів Василь. Школа розташовувалась у колишньому замку графа Потоцького. Але невдовзі Гестапо арештувало командний склад школи і протягом (1941—1942) вони перебували в ув'язненні в тюрмі на Лонцького, звідки були викуплені митрополитом Андреєм Шептицьким.

### На території дійУПА-Північ
Перша Підстаршинська школа «Вовки» була створена 27 квітня 1943 р. при Першій групі УПА, пізніше — ВО «Заграва», вона функціонувала до 21 липня 1943 року, провівши випуск курсантів. Від 1 серпня 1943 року при першій групі УПА було також утворено два вишкільні відділи — для санітарів і мінерів.
30 травня 1943 року при загоні УПА «Січ» було створено другу підстаршинську школу УПА «Імені Головного отамана Симона Петлюри» (криптонім «Світлана»), яка провела випуск курсантів у липні 1943-го та січні 1944-го. Згодом на Волині та Поліссі організували ще три підстаршинські школи — «Північ», «Везувій», «Хорти».

### На території дійУПА-Південь
Підстаршинська школа була створена літом 1944 р., її очолив командир «Хмара».

### На території дійУПА-Захід
Від травня 1943 року підстаршинські школи у форматі вишкільних сотень, а згодом куренів УНС починають виникати на території Галичини — «Чорні Чорти», «Гайдамаки», «Імені Кривоноса», «Беркути».
У 1944 році на Дрогобиччині виникла підстаршинська школа «Крилаті», а в 1945—1946 роках на Закерзонні діяли підстаршинські школи «Імені полковника Коника» та «Переяслави». На території ВО-2 «Буг» у 1944—1945 роках функціонувала підстаршинська школа «Лісові чорти» (командир «Чавун»), яка з весни 1945-го називалась «Вертеп». Ці школи зробили свої останні випуски курсантів відповідно весною і восени 1945-го.
В таблиці нижче, за результатами опрацювання в історіографії та доступної джерельної бази, наведено перелік підстаршинських (сержантських) шкіл УПА за роками та територіями базування:
| рік  | УПА — «Північ» | УНС — УПА — «Захід»                                                                                       |
| 1943 | 1. «Вовки» 2. «Везувій» 3. «Хорти» 4. В загоні «Котловина» (псш. Колківської республіки?) 5. В загоні «Озеро» 6. «Північ» 7. «Світлана» («С. Петлюри») | 1. Вишк. кур. «Чорні Чорти» 2. Вишк. кур. «Гайдамаки» 3. «ім. Кривоноса» 4. «ім. С. Петлюри» 5. «Беркути» |
| 1944 | «Світлана» («С. Петлюри») (набір поч. 1944 рр.) 1. Курс в сш. «Лісові Чорти» 2. Псш в ЗГ 33 «Завихост» 3. Псш в ЗГ 44 «444»                            | 6. Псш. на Бережанщині 7. «Крилаті» 8. Курс в сш. «Олені» І 9. Курс в сш. «Олені» ІІ                      |
| 1945 | – | 10. «Лісові Чорти — Вертеп»                                                                               |
| 1946 | – | 11. «ім. полк. Коника» 12. «Переяслави»                                                                   |